# Eparchia Muvattupuzha
Eparchia Muvattupuzha (łac. Eparchia Muvattupuzhensis)  – eparchia Kościoła katolickiego obrządku syromalankarskiego w Indiach z siedzibą w mieście Muvattupuzha (dystrykt Ernakulam w stanie Kerala). 
Oprócz Ernakulam diecezja obejmuje katolików obrządku syromalankarskiego w dystryktach Thrissur i Palakkad.
Aktualnym biskupem ordynariuszem eparchii jest Abraham Youlios Kackanatt. 

## Historia
Została erygowana jako sufragania archieparchii Trivandrum 15 stycznia 2003 r. konstytucją apostolską Communitates terrarum papieża Jana Pawła II. Eparchia powstała poprzez wyłączenie z terytorium eparchii Tiruvalla.
15 maja 2006 eparchia Muvattupuzha weszła w skład nowo utworzonej metropolii Tiruvalla jako sufragania archieparchii Tiruvalla. 

## Biskupi
- Thomas Mar Koorilos (15 stycznia 2003-26 marca 2007; następnie arcybiskup Tiruvalli)
- Abraham Mar Julios (18 stycznia 2008 r.[2]-11 czerwca 2019)
- Yoohanon Theodosius Kochuthundil (od 2019)